# Зграда гимназије „Вук Караџић” у Лозници
Зграда гимназије „Вук Караџић” у Лозници је подигнута 1892. године, за потребе тадашње Реалке, која је почела са радом 1. септембра 1871. године. Зграда гимназије представља непокретно културно добро као споменик културе.
Стара школска зграда је по изградњи била приземна, док је спрат на њој дозидан делимично школске 1945/46. године. Остали део спрата дозидан је школске 1959/1960. године. Наставни део будуће нове школске зграде сазидан је током 1967. године и са извођењем наставе у њему почело се 5. децембра исте године. Изнад улаза на главној фасади 1971. године је постављен мозаик са текстом: Хоће ли слобода умети да пева, као што су сужњи певали о њој, посвећен ученицима и професорима палим за слободу у Првом и Другом светском рату.
Све до 1948. године носи назив Државна реална гимназија, а од 1. јануара 1948. године носи назив Гимназија „Вук Караџић”.